# Островы (Бобруйский район)
Островы́ (бел. Астравы́) — деревня в составе Горбацевичского сельсовета Бобруйского района Могилёвской области Республики Беларусь.

## История
До 20 декабря 1982 года входила в состав Горбацевичского сельсовета, до 20 ноября 2013 года – в составе Гороховского сельсовета.

## Население
- 1999 год — 21 человек
- 2010 год — 11 человек